# Déplacement de fichier
 (août 2012).
Si vous disposez d'ouvrages ou d'articles de référence ou si vous connaissez des sites web de qualité traitant du thème abordé ici, merci de compléter l'article en donnant les références utiles à sa vérifiabilité et en les liant à la section « Notes et références ».
Le déplacement de fichier est une notion abstraite en informatique puisqu'il s'agit de déplacer de l'information. L'information ne peut être que créée (ou mémorisée), transmise et supprimée. Entre deux supports différents, le fichier est copié puis supprimé de son support d'origine, alors que dans le cas de déplacement de fichier sur le même support, seule l'adresse du fichier est modifiée.

## Exemple
Prenons l'exemple d'une nouvelle que nous voudrions annoncer à un proche. Nous pouvons écrire une lettre qui va porter notre message puis l'envoyer. Pour que la transmission de cette nouvelle soit assurée, il faut que notre courrier arrive à destination (transmission), que notre destinataire lise le courrier et le mémorise (création.) À ce moment nous n'avons fait que transmettre (copie) notre nouvelle puisque l’émetteur possède toujours l'information au même titre que le destinataire. Pour que notre nouvelle semble s’être déplacée, il faudrait que nous oubliions (suppression) notre nouvelle. Il en va de même pour une machine (ordinateur), pour déplacer un fichier il faut que le système transmette l'information d'un point de départ (source) vers un point d'arrivée (destination), qu'il en effectue une copie puis supprime l'original.
En réalité, pour déplacer un fichier, le système a besoin d’effectuer un transfert, une copie et une suppression du fichier uniquement si le déplacement a lieu entre des supports de stockage différent. Quand il s’agit de déplacer un fichier sur le même support physique à accès direct (à l'inverse d'un support à accès séquentiel comme une bande magnétique), le système modifie simplement l’adressage du fichier dans la table de référencement du système de fichiers. Dans ce cas aucune copie n’est effectuée et le fichier d’origine reste stocké au même endroit physique seul l’affichage de son emplacement  est modifié pour le système et du point de vue de l’utilisateur.
L'utilisateur ou le système peut utiliser différents outils pour déplacer un fichier. On peut déplacer un fichier à l'aide de commandes interactives intégrées aux systèmes d'exploitation, à l'aide de fonctions proposées par les langages de programmation, avec un logiciel dédié ou en développant un programme qui transmet le fichier à déplacer, le copie et supprime la source.

## Histoire
La commande move n'est apparue qu'à partir de MS-DOS 6.0.
Sous DOS, auparavant, le déplacement devait se faire en deux temps: copie puis suppression de l'original.

## Méthodes

### Commandes internes

#### Interface en ligne de commande
La commande mv permet de déplacer ou de renommer des fichiers sous Unix et Linux.
Sous les systèmes MS-DOS et Windows, on distingue la notion de déplacement de fichier, qui consiste à le rendre disponible dans un autre répertoire, en modifiant le chemin et en conservant le nom relatif, du concept de renommage, qui consiste à le rendre disponible dans le même répertoire, en conservant le chemin et en changeant le nom relatif.
Pour déplacer des fichiers ou des dossiers à l'aide de l'interface en ligne de commande de ces systèmes on peut utiliser la commande move.

### Outils logiciels

#### Interface graphique
- Explorateur Windows
- SuperCopier
- Ultracopier
- Copy Handler
- QuickCopy sous Mac OS

### Fonctions
En Visual Basic on peut utiliser la fonction MoveFile.
La fonction Move des classes File et Directory permettent de déplacer des fichiers et des répertoires en langage C sharp.